# Stick shaker
O stick shaker (ou vibrador de manche) é um dispositivo mecânico projetado para vibrar de forma rápida e ruidosa o manche de controle de uma aeronave, avisando a tripulação de voo que um estol aerodinâmico iminente foi detectado. Está normalmente presente na maioria dos aviões a jato civis de grande porte, bem como na maioria dos aviões militares de grande porte.
O stick shaker é um componente-chave do sistema de proteção de estol de uma aeronave. Vários acidentes, como o acidente no teste do BAC 1-11 One-Eleven de 1963 e o voo 191 da American Airlines, foram atribuídos a estol aerodinâmico e órgãos reguladores da aviação foram motivados a estabelecer requisitos para que certas aeronaves fossem equipadas com medidas de proteção de estol, como o stick shaker e o stick pusher, para reduzir essas ocorrências. Embora o stick shaker tenha se tornado relativamente prevalente entre os aviões comerciais e grandes aeronaves de transporte, tais dispositivos não são infalíveis e exigem que as tripulações de voo sejam treinadas adequadamente em sua funcionalidade e como responder à sua ativação. Vários casos de aeronaves entrando em estol ocorreram mesmo com os stick shakers funcionando corretamente, em grande parte devido a pilotos terem reagido de forma inadequada.